# Xavier Degans
Xavier Degans né le 24 septembre 1949 à Dunkerque est un peintre, sculpteur, mosaïste et lithographe français.

## Biographie
Xavier Degans entre à 16 ans dans l'atelier de Roger Chapelain-Midy à l'École des beaux-arts de Paris où il obtient la médaille d'or de la Ville de Paris.
En 1967, sa rencontre avec Salvador Dalí l'amène à séjourner un moment en Espagne. En 1977, il obtient le prix Léonard de Vinci.
Sa galerie se trouve au rez-de-chaussée de sa résidence de Malo-les-Bains, station balnéaire de Dunkerque.

## Hommage
Une rue porte son nom à Cappelle-la-Grande (Nord).

## Œuvres

### Contributions bibliophiliques
- Marcel Cordier (préface de Raphaël Colho), Mât de cocagne, portrait de Marcel Cordier par Xavier Degans, Éditions P.-J. Oswald, collection « Cahiers de poésie contemporaine », 1974.
- Marcel Jouhandeau, L'imposteur ou Élise iconoclaste, frontispice de Xavier Degans, Genève, Éditions Famot, 1978.
- Jacques Leclercq (en collaboration avec Michel Durr), L'ère nucléaire, aquarelles de Xavier Degans, Éditions du Chêne, 1986.

### Varia
- Étiquette du château Siran, Margaux, 2004.

## Expositions personnelles
- Librairie Demey, Dunkerque, 1968[2].
- Galerie Raphaël Mischkind, Lille, 1969[2].
- Xavier Degans, dix années de peinture, Caisse d'épargne de Dunkerque, décembre 1979.
- Rétrospective Xavier Degans, mairie de Gravelines, janvier-février 2009[3].

## Expositions collectives
- De Bonnard à Baselitz, dix ans d'enrichissements du cabinet des estampes, Bibliothèque nationale de France, Paris, 1992[4].

## Collections publiques
- Dunkerque, hôtel de la Communauté urbaine de Dunkerque : Le Carnaval de Dunkerque, mosaïque.
- Gravelines, mairie : L'Ère nucléaire, aquarelles.
- Lille, faculté libre de médecine de Lille Henri Warembourg, hall : La Tour de l'établissement entourée de mains en soleil, 1997, sculpture.
- Paris, département des estampes et de la photographie de la Bibliothèque nationale de France : Flandres en hiver, lithographie, Éditions Arnaud de Vesgre, 1979[4].
- Tel Aviv, musée d'Art de Tel Aviv : Le Grand blasphématoire, huile sur toile.